# Arialis Martinez
Arialis Josefa Gandulla Martínez (* 22. Juni 1995 in Cienfuegos) ist eine kubanisch-portugiesische Leichtathletin, die sich auf den Sprint spezialisiert hat und seit Juni 2021 für Portugal startberechtigt ist.

## Sportliche Laufbahn
Erstmals bei einer internationalen Meisterschaft, trat Arialis Martinez bei den Panamerikanischen Jugendspielen 2013 in Medellín, bei denen sie über 100 und 200 Meter die Goldmedaille gewann. 2014 belegte sie bei den Juniorenweltmeisterschaften in Eugene den sechsten Platz über 200 Meter und beim Panamerikanischen Sportfestival verpasste sie als Vierte nur knapp eine Medaille. Bei den Zentralamerika- und Karibikspielen in Xalapa wurde sie Fünfte über 100 Meter und Vierte über 200 Meter und gewann zudem die Bronzemedaille mit der kubanischen 4-mal-100-Meter-Staffel. 2015 erfolgte die Teilnahme an den Panamerikanischen Spielen in Toronto. In beiden Einzeldisziplinen erreichte sie das Halbfinale und mit der kubanischen Staffel wurde sie im Finale disqualifiziert. Wenig später schied sie bei den NACAC-Meisterschaften in San José über 200 Meter in der Vorrunde aus. Dennoch qualifizierte sie sich für die Weltmeisterschaften in Peking, bei denen sie über 200 Meter bereits in der Vorrunde ausschied. 2016 gewann sie bei den U23-NACAC-Meisterschaften in San Salvador die Silbermedaille über 200 Meter. Bei den Olympischen Sommerspielen in Rio de Janeiro schied sie über 200 Meter in der ersten Runde aus.
Seit 2019 lebt und trainiert Martinez in Portugal und ist seit 2021 für Portugal startberechtigt. 2023 gelangte sie bei den Halleneuropameisterschaften in Istanbul ins Finale im 60-Meter-Lauf und belegte dort mit neuem Landesrekord von 7,17 s den fünften Platz. Im Juni wurde sie bei er 1. Liga der Team-Europameisterschaft im Zuge der Europaspiele in Chorzów in 11,33 s Siebte über 100 Meter und gelangte über 200 Meter mit 23,12 s auf den fünften Platz. Zudem wurde sie mit der 4-mal-100-Meter-Staffel in 44,27 s Fünfte. Im August schied sie dann bei den Weltmeisterschaften in Budapest mit 11,47 s in der ersten Runde über 100 Meter aus. Im Jahr darauf schied sie bei den Europameisterschaften in Rom mit 11,65 s im Vorlauf über 100 Meter aus.
In den Jahren von 2014 bis 2017 wurde Martinez kubanische Meisterin im 100-Meter-Lauf sowie 2014, 2016 und 2017 auch über 200 Meter. Zudem wurde sie 2012 und 2016 Landesmeisterin in der 4-mal-100-Meter-Staffel. Für Portugal wurde sie 2023 Hallenmeisterin im 60-Meter-Lauf.

## Persönliche Bestzeiten
- 100 Meter 11,17 s (+0,6 m/s), 21. Mai 2023 in Lissabon
  - 60 Meter (Halle): 7,17 s, 3. März 2023 in Istanbul (portugiesischer Rekord)
- 200 Meter: 23,05 s (+1,7 m/s), 13. Mai 2023 in Nairobi